# Marly Marley
Marly Marley, nome artístico de Marly de Toledo (nascida Marly de Sousa; Três Lagoas, 5 de abril de 1938 – São Paulo, 10 de janeiro de 2014), foi uma atriz, diretora de teatro, crítica musical, jurada musical e ex-vedete da época de ouro do rádio e televisão brasileira, personalidade de destaque expressivo no cenário da cultura artística e musical nacional por várias décadas. Integrou por muitos anos o corpo de jurados do Programa Raul Gil.

## Biografia
Marly Marley nasceu Marly de Sousa em Três Lagoas, à época parte do estado de Mato Grosso, filha de Armando de Sousa e Hermínia Bellinati. Ainda pequena, mudou-se com família para Lins, no interior de São Paulo, cidade que adotou de coração. Formou-se professora e psicóloga. Porém, acabou não exercendo a profissão, vindo a dedicar-se às artes. Em sua educação musical, aprendeu a tocar os instrumentos acordeão e piano, bem como teve também aulas de canto. Marly era católica.
O carnaval sempre foi outra paixão de Marly. Ao longo de dez anos participou de gravações de folias carnavalescas pelo Brasil. Toda a experiência conferiu-lhe vários predicados artísticos e culturais. Ultimamente assinava a produção e direção de peças teatrais.
Produziu e dirigiu peças teatrais, como o O vison voador. Integrou, também, junto com um corpo de veteranos da cultura musical brasileira, o jurado do Programa Raul Gil.
Foi casada por mais de quarenta anos com o humorista Ary Toledo.

### Época do teatro
Trabalhou por quinze anos como vedete nos teatros de revista. Depois, participou de operetas com Vicente Celestino. Participou ainda de comédias com Dercy Gonçalves, Mazzaropi e José Vasconcellos.

### Cinema e televisão
Em televisão, Marly passou por várias emissoras como Tupi, Excelsior, Manchete, Band, SBT e Record. Participou de duas novelas: O Amor Tem Cara de Mulher (1966) e Meus Filhos, Minha Vida (1984), além de uma homenagem às vedetes, na novela Belíssima (2006). No cinema, estrelou três filmes com Mazzaropi (O Vendedor de Linguiça, Casinha Pequenina e O Puritano da Rua Augusta), e em duas produções estrangeiras, uma mexicana (Los Fugitivos de la Noche) e outra alemã (Töblicher Karneval).
Em 2008, Marly Marley participou do filme "Chega de Saudade", da cineasta Laís Bodanzky (autor de "Bicho de Sete Cabeças"), com roteiro de Luiz Bolognesi, um longa-metragem que trata do universo e dos personagens dos salões da época de ouro do rádio, teatro e televisão no Brasil. Na história, interpretou a personagem Liana.

### Jurada musical
Integrou por muitos anos o corpo de jurados do Programa Raul Gil, trabalhando com o apresentador desde 1987. Com notável cultura, experiência e talento musical, é considerada a primeira dama da crítica musical brasileira.

### Morte
Morreu em 10 de janeiro de 2014, aos 75 anos, após ficar internada durante um mês no Hospital São Camilo (SP), devido a um câncer de pâncreas e apresentava metástase. Foi sepultada no dia 11 de janeiro de 2014, no Cemitério do Morumbi, em São Paulo.

## Cinema
| Ano  | Título                                                | Papel                |
| ---- | ----------------------------------------------------- | -------------------- |
| 1962 | O Vendedor de Linguiça                                | Patroa rica de Flora |
| 1963 | Casinha Pequenina                                     | Carlota              |
| 1963 | Los Fugitivos de la Noche                             |                      |
| 1964 | Tödlicher Karneval (Convite ao Pecado) (filme alemão) | Cantora              |
| 1965 | O Puritano da Rua Augusta                             | Carmen               |
| 2002 | Mazzaropi - O Cineasta das Plateias                   | ela mesma            |
| 2008 | Chega de Saudade                                      | Liana                |

## Teatro
| Ano  | Título                                                                         |
| ---- | ------------------------------------------------------------------------------ |
| 1955 | De Vassoura a Chevrolet (estréia) (com Dorinha Duval)                          |
| 1957 | Precisa-se de Um Presidente (teleteatro com José Vasconcelos) (TV TUPI)        |
| 1958 | Dona Violante Miranda (com Dercy Gonçalves) (autor: Abílio Pereira de Almeida) |
| 1960 | Viúva Alegre (opereta com Vicente Celestino)                                   |
| 1961 | Noite Feliz (opereta com Vicente Celestino)                                    |
| 1961 | Um Carioca no Oásis (direção: Wellington Botelho)                              |
| 1962 | Esta Mostra Tudo                                                               |
| 1962 | Tudo no Peito                                                                  |
| 1962 | Mulheres e Macacos                                                             |
| 1963 | Vai Acabar em 69                                                               |
| 1963 | Tá Sobrando Mulher                                                             |
| 1964 | Só Porque Você Quer                                                            |
| 1964 | Zero À Esquerda                                                                |
| 1965 | Pega, Mata e Come (com Gibe)                                                   |
| 1965 | Tá Rosa e Não Está Prosa (com Otelo Zeloni e Renata Fronzi)                    |
| 1966 | O Cunhado do Ex-Presidente (autor: Aurimar Rocha)                              |
| 1980 | O Vison Voador                                                                 |
| 1995 | As Bruxas                                                                      |
| 2010 | Show de Solidariedade - Homenagem a Viana Júnior... apresentadora              |

## Televisão
| Ano       | Título                         | Papel                |
| --------- | ------------------------------ | -------------------- |
| 1957      | Precisa-se de um Presidente    |                      |
| 1957/64   | Miss Campeonato                | Miss Campeonato      |
| 1963      | Futebol das Vedetes            | ela mesma            |
| 1966      | O Amor Tem Cara de Mulher      |                      |
| 1967      | Inauguração da TV Bandeirantes | repórter             |
| 1967      | Show de Mulheres               | Ela mesma            |
| 1979      | Cabaret Literário              |                      |
| 1982      | Alegria 82                     | Vários Papéis        |
| 1980      | Show de Calouros               | Jurada               |
| 1984      | Meus Filhos, Minha Vida        |                      |
| 1987/2013 | Programa Raul Gil              | Jurada               |
| 2000      | Fala Dercy                     | Amiga de Dercy       |
| 2002      | SBT Palace Hotel               | Participação         |
| 2006      | Belíssima                      | Ela mesma, ex-vedete |
| 2013      | Prazer em Conhecê-lo           | entrevistada         |

## Rádio
| Ano  | Título                                                   | Papel         |
| ---- | -------------------------------------------------------- | ------------- |
| 1946 | Programa Fiori Gigliotti (programa infantil de calouros) | cantora mirim |

## Discografia
- 1960 - Carnaval de 1961 (LP - CONTINENTAL)
- 1960 - Marcha da Baleia (78 RPM - CONTINENTAL)
- 1961 - Índio Bonitinho - Gatinho Angorá (78 RPM - MOMO)
- 1963 - Carnaval Bossa Nova (LP FERMATA MOMO)
- 1964 - Carnaval Brasil - 64 (LP RGE)
- 1964 - Viva o Carnaval (LP FERMATA MOMO)
- 1965 - Zé...Caninha - Fantasiado de Pavão (MUSIDISC)
- 1977 - Carnaval 78 (LP RCA CAMDEN)
- 1983 - Carnaval 83 (LP com vários cantores)